# 高等専門学校

高等専門学校（こうとうせんもんがっこう）は、学校教育法を根拠とし、「深く専門の学芸を教授し、職業に必要な能力を育成すること」を目的とする日本の学校である。
中学校卒業程度を入学資格とし、修業年限5年（商船に関する学科は5年6か月）の課程のもと、後期中等教育段階を包含する一般教育と、主に工学・技術・商船系の専門教育を一貫して施すことにより、実践的技術者を育成することを目的とする高等教育機関と位置付けられている。一般には高専（こうせん）と略される。
「完成教育」を標榜する教育機関であることから、5年制の課程を終えた卒業生の過半は就職を選択してきた。就職希望者に対する求人倍率は常に高校卒・大学卒を大きく上回り就職率はほぼ100%となっている。更に進学意欲のある学生に応えるため、高専卒業生を受け入れ対象にする2年制の専攻科（4年制大学の専門年次相当）が各校に設置されている。高専内部では便宜的に、5年制の課程を本科もしくは準学士課程、専攻科を学士課程と称している。
本科（5年課程）の卒業生は準学士と称することができ、さらに本科卒業後に専攻科（2年課程）を修了した者は、大学改革支援・学位授与機構の審査を経て学士（主に工学）の学位を取得できる。学士の学位を取得した者には、更には大学院進学の道もある。
また、20％～50％の高専卒業生は大学進学を希望し、これら志望者には本科卒業後に大学への編入学が認められている。
2024年4月4日時点で58校（国立51・公立3・私立4）、本科の入学定員は約1万人と、大学や入学時の学齢が同じ高等学校と比べ、少規模な学校種となっている。

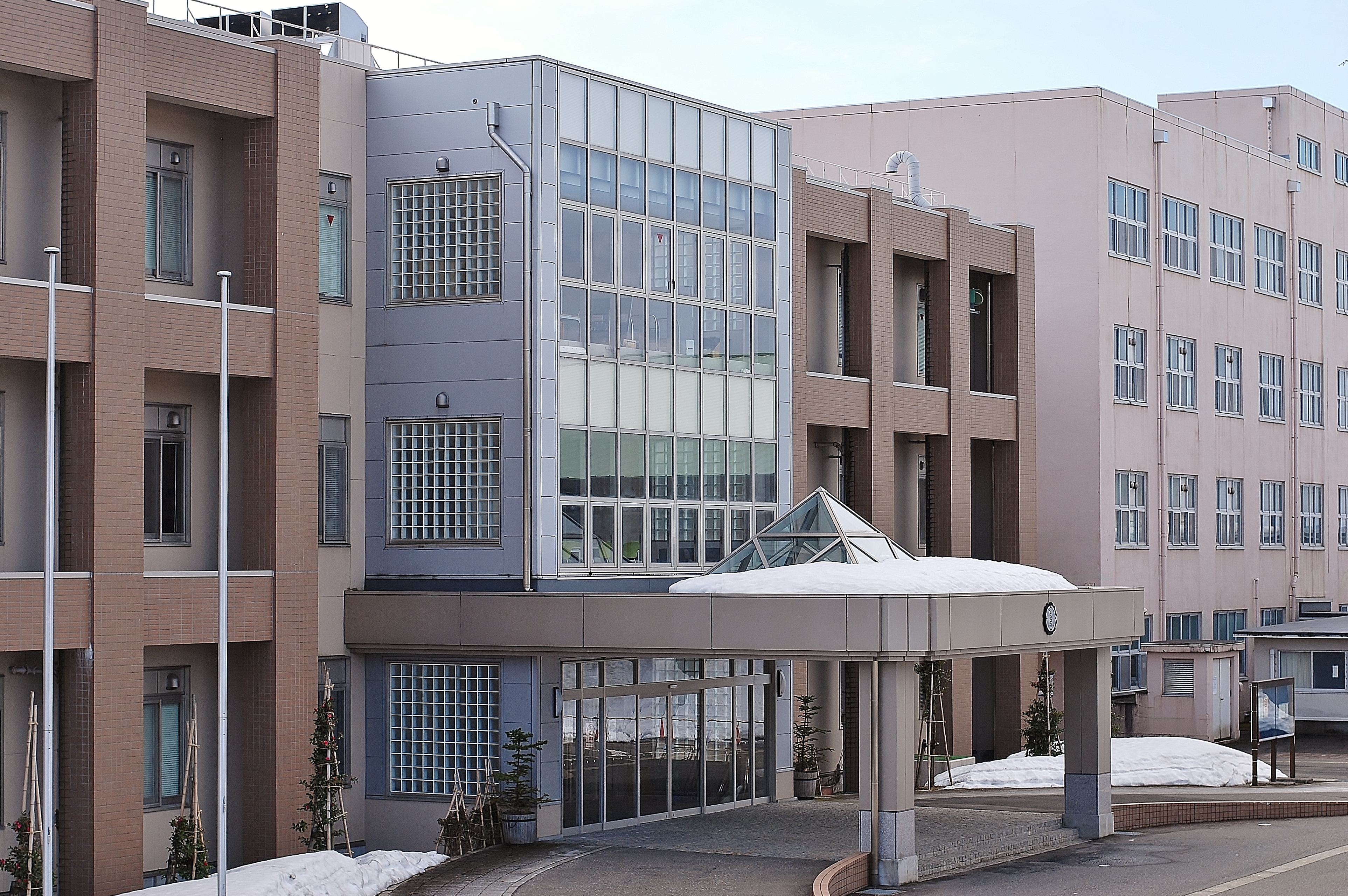
長岡工業高等専門学校

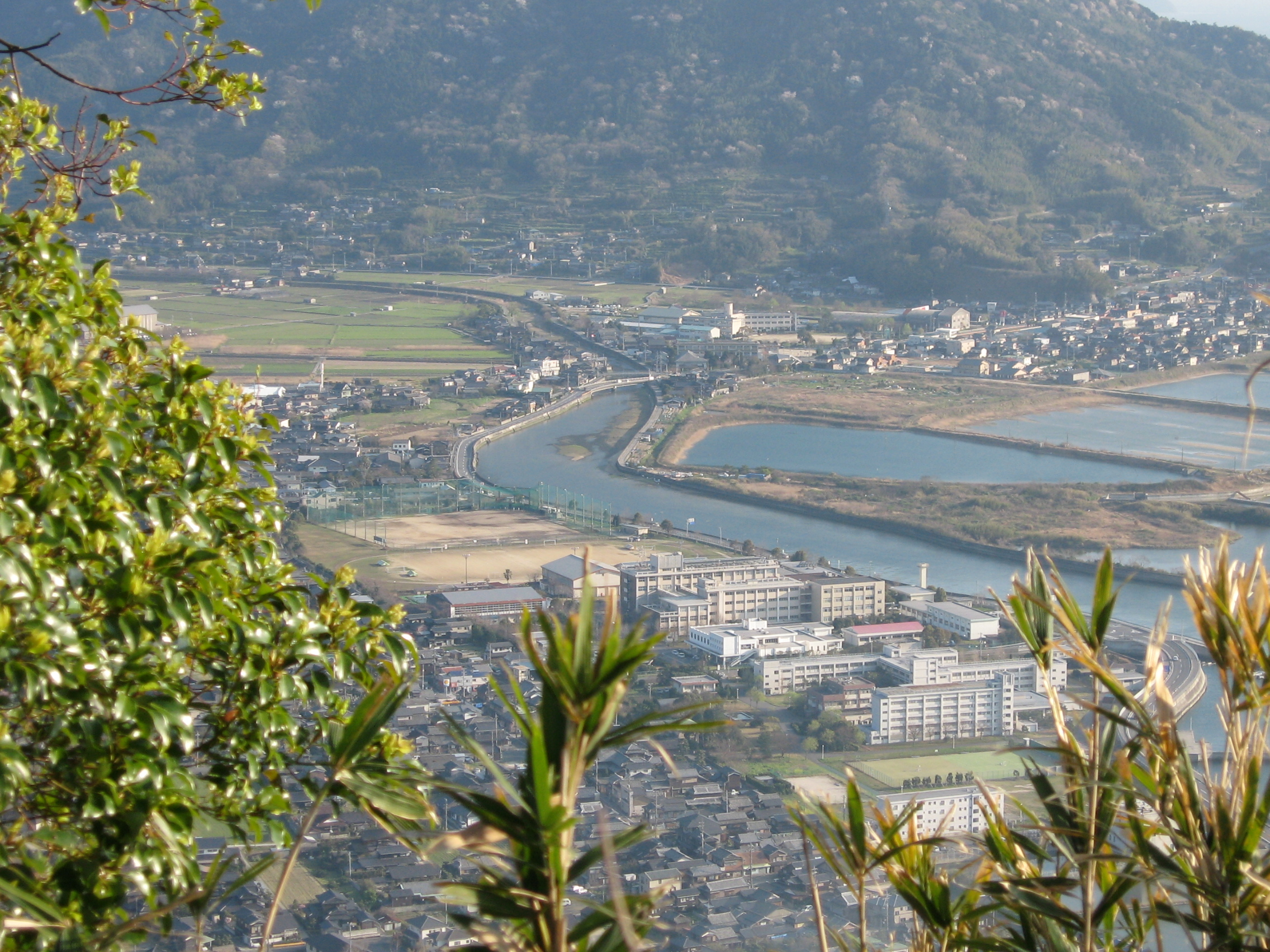
大島商船高等専門学校

## 概要
高等専門学校は、学年制を基本に、一般科目と専門科目をくさび形に配置し、1年次より徐々に専門教育が増えていく教育課程に特徴があり、旧文部省・旧国立高等専門学校協会は、都合7年間を要する高校段階から大学工学部レベルの教育を、重複なく5年間で完成する一貫教育を行うと標榜してきた。
国際連合教育科学文化機関の国際標準教育分類によれば、高等専門学校1,2,3学年はLevel-3B、高等専門学校4,5学年および専攻科はLevel-5Bに分類されているが、前期課程/後期課程等と内部で分かたれることなく、後期中等教育機関である高校の生徒と同年代の学生（1-3年次）も含めて、高等教育を受けているものと法的にはみなされている。
高専における標準的な総授業時間数は、高等学校と短期大学を併せた時間数を大幅に上回り、かつ四年制大学工学部において履修する専門科目の総時間数を若干上回っている。その一方で、一般教育・教養教育にかかわる科目の授業時間数は、高校と短大を併せた時間数を若干下回る。高専の教育課程は、他の教育機関と比して、専門科目に厚く、一般科目に薄いのが特徴である。しかし、大学が教養部を廃止してからはその差は小さくなっているため、一般科目が薄いとは一概に言えなくなっている。
学校教育法上の一条校として制度が誕生したのは1961年（昭和36年）である。「5年一貫の技術教育を行う実践的技術者養成機関として発展し、その教育成果は産業界等から高い評価」を得る一方で、「高等教育機関の中では小規模な学校種となっており、社会的認識の面で様々な問題が指摘されている」との評価もある。高専創設後、学校教育法上の新たな教育制度として中等教育学校や専修学校が誕生しているが、それらがより一般に認知されているのとは対照的である。
企業側からの評価は高く、近年ではアジアに高専の教育システムを輸出し、人材を日本に呼び寄せる取り組みも始まっている。
現状では多くの高専が技術者の養成機関となっているが、芸術や経営などの人文系のカリキュラムを多く設定することも可能である。

## 学校一覧

### 日本の高等専門学校
2025年7月21日現在、高等専門学校は58校あり、設置者別の内訳は、国立51校、公立3校、私立4校である。
高専全58校のうち、51校は独立行政法人国立高等専門学校機構の設置する国立学校である。未設置あるいは既存または新設された大学への転換により、高専が設置されていない埼玉県・神奈川県・山梨県・滋賀県・佐賀県の5県を除く都道府県には、国公立・私立を含め、最低でも1校ないし複数の高専が設置されている。
校名を英語表記する場合、単科大学や短期大学に相当する「College」を使用するのが一般的である。国立高等専門学校機構が設置運営する工業高専は、全校ともNational Institute of Technology, ○○ College（◯◯：地名）と称している。
学科制をとる。かつては、全ての国立高専は1学科1学級（クラス）であったが、現在では、低学年次において、学科をまたいだ混合クラスを編成している学校もある。そして全学生共通のカリキュラムで授業を行っているところがある。高学年になると学生の希望と成績により各専攻へ分属する。また、公立・私立高専には、複数の学級で構成する学科もある。高等専門学校設置基準では、学級定員は40人を標準としている。

#### 学生数
平成26年度（2014年度）の文部科学省「学校基本調査」によると、国公私立全高専の在学生は2014年（平成26年）5月1日現在、本科、専攻科、及び聴講生・研究生等をあわせて5万7,677人（男子4万7,905人、女子9,772人）、本科のみでは5万4,354人（男子4万4,970人、女子4,384人）、専攻科のみでは3,262人（男子2,884人、女子378人）であった。また、2014年（平成26年）3月の本科の卒業者数は1万307人（男子8,598人、女子1,709人）、うち大学編入等（専攻科を含む）の進学者は4,047人、就職者は5,945（正規5,934人、非正規7名、臨時4名）、専修学校・海外の学校等の入学者は122人、その他193名となった。
文科省高等教育局専門教育課の調査によると、2014年度（平成26年度）の全高専の本科の入学定員は、1万580人（国立9,400人、公立720人、私立460人）、
また、学校基本調査によると、2014年度（平成26年度）の本科の志願者数と入学者数は、それぞれ1万9,197人（男子1万5,870人、女子3,327人）、1万969人（男子8,973人、女子1,993人）だった。

### モンゴルの高専
国立のモンゴル科学技術大学付属高専、私立のモンゴル工業技術大学付属高専、新モンゴル高専が存在する。

### タイの高専
日本の高専とほぼ同じカリキュラムを取り入れている。高専機構が支援を行っている。2025年現在、キングモンクット工科大学ラカバン校附属高専（KOSEN-KMITL）とキングモンクット工科大学トンブリ校附属高専（KOSEN KMUTT）の2校がある。

### ベトナムの高専
商工短期大学（COIT、ビンフック省）、フエ工業短期大学（HUE-IC、フエ市）、カオタン工業短期大学（CTTC、ホーチミン市）の3校で高専教育をモデルにした教育が行われている。

## 歴史

### 創設までの経緯
日本は、第二次世界大戦に敗戦後、「教育の民主化」などを求めたアメリカ教育使節団の勧告により、学校体系を「6・3・3・4制」（小学校6年間・中学校3年間・高等学校3年間・大学4年間）に一本化する単線型教育制度を導入するなどの学制改革を行った。これにより、旧制専門学校と、旧制高等学校を経て入学する旧制大学とに分化・階層化されて互いに交わることのなかった複線型教育制度が廃止された。
1950年代（昭和25年-昭和34年）に入ると、吉田茂首相の私的諮問機関・政令改正諮問委員会は、教育体系の例外として高校3年と大学の2年または3年をあわせた5年制または6年制の農・工・商・教育等の職業教育に重点を置く「専修大学」（学校法人専修大学の設置する大学を指すものではない）制度の創設を答申。旧・中央教育審議会は、これに追随する答申をまとめた。日経連や経団連などの財界・産業界も、敗戦後の急激な工業化に即応するため、戦前型の旧制工業専門学校に見合う中級技術者養成を目的にした教育機関の新設を要求する「科学技術教育振興に関する意見」（日経連、1957年(昭和32年)12月）、「専科大学制度創設に対する要望意見」（日経連、1960年(昭和35年)12月）などの文書を次々と発し、制度の具現化を求めた。
政府は、これらの動きに対応して、専科大学制度を創設するため、学校教育法等の一部を改正する法律案を1958年（昭和33年）の第28回国会に上程。だが、日本短期大学協会は、暫定的な制度とされるも大学の一類型と見なされていた短期大学制度が専科大学に「格下げ」になるのではないかと反発。野党も「戦前の差別的な複線型教育制度を復活させるものだ」として反対したことから、第30回国会、第31回国会と3度法案を上程し、第30回国会、第31回国会では衆議院は通過するも審議未了廃案となった。
そのため、政府は、専科大学に代えて高等専門学校制度の創設を策定。専科大学は「深く専門の学芸を教授研究」を目的としていたものを、高等専門学校は「大学」の呼称を外したうえで「研究」目的を除外。さらに、工業分野に限定するなどの手直しを行い、大学・短期大学とは異なる教育制度であることを明確にしたうえで、第38回国会に学校教育法の一部を改正する法律案として上程。その結果、与党の賛成多数により、成立し1961年6月17日に昭和36年法律第166号として公布された。

### 創設後の沿革
高専法の成立を受け、全国各地の自治体は高等専門学校の誘致合戦を展開、設置初年度の1962年（昭和37年）には、国立12校（1期校と呼称）が開校した。以後毎年10校前後が開校し、数年のうちにほぼ現在の学校数となった。全体で1,500人ほどの募集だった国立高専1期校は、平均17倍の志願倍率となり、これに刺激を受けた他の都道府県もいっそう強力に高専誘致を推し進めた結果、短期間のうちにほぼ全国に設置されるに至った。また、国立高専1期校の開校と同時に、公立は東京都立の2校（工業高専、航空高専）、私立は金沢高専(現国際高専)、熊野高専（現 近畿大学高専）など5校が開校した。
さらに、1967年（昭和42年）には国立商船高等学校5校が、1971年（昭和46年）には国立電波高等学校3校が高専に昇格。1974年（昭和49年）には複合学科を特色とする徳山高専、八代高専が開校して、国立高専の新設は一応の区切りを迎えた。その後、2002年（平成14年）に沖縄高専が設置され、2004年（平成16年）から学生の受け入れを開始した。
なお、商船、電波以外のほとんどの国立高専は新設校であったが、長岡高専、宇部高専、久留米高専の各校は、高専制度の創設に先行して設けられた国立工業短期大学が前身である。高知高専は暫定的に私立校として設置され、開校翌年、国立に移管された。このほか、都立2高専や神戸市立六甲高専（現 神戸市立高専）、聖橋高専（現 埼玉工業大学）は工業高校から昇格し、大阪高専（現 摂南大学）は大阪工業大学に併設された各種学校（専科大学コース）が前身となり、大阪府立高専は大阪府立大学工業短期大学部第一部の廃止に前後して同一の敷地に新設されるなど、公立・私立にも既存の学校・短大を改組したところがある。なお、各校の設置・廃止の年度については、下記の一覧を参照のこと。
国立高専1期校は1967年（昭和42年）3月に初の卒業生を送り出し、高度経済成長とも相まって、「全員が殆ど大企業に就職が内定」し、その後も、高専の設置数の拡大や景気の動向にもさほど左右されることなく、大企業を中心にほぼ10数倍の求人倍率を維持し、就職希望者の就職率もほぼ100%の実績を残した。
その一方で、旧・国立高等専門学校協会（国専協）を中心にして、高専卒業生の進学意欲に応えるため、専攻科の設置、大学院への進学ルートの新設、あるいは大学への編入学枠を拡大しようとする動きが浮上。専攻科の設置はいったん断念し、高専卒を受け入れる工業技術大学（院）・科学技術大学院構想を策定して方向転換したものの、実現には至らなかった。その後、国専協による旧文部省などへの働きかけにより、主に3年編入を受け入れ、修士課程に連なる4年間の課程を前提にした技術科学大学の創設が決まり、1976年（昭和51年）に長岡技術科学大学、豊橋技術科学大学のふたつの大学が開学した。ただし、一部の国立大学では、すでに第1期生が卒業するのと同時に、3年ないしは2年編入の受け入れを開始していた。
1988年（昭和63年）にアイデア対決全国高等専門学校ロボットコンテスト、1990年（平成2年）に全国高等専門学校プログラミングコンテストが始まった。ロボコンはNHKで放送されたため、「高専といえばロボコン」といったイメージを持たれるきっかけとなった。
1991年（平成3年）には、法改正により、高専卒者に対して準学士の学術称号を授与することになり、設置できる学科の分野としても工業・商船分野への限定を解除。これにより、福島高専、富山商船高専、宇部高専の各校には文系・学際系の学科が誕生。芸術・デザイン分野の学科を設置する札幌市立高専も新設された。さらに、専攻科の設置が認められ、修了生は大学改革支援・学位授与機構の審査を経て学士の学位を取得できることになった。専攻科は各校に設置され、ストレートに大学院に進学することも可能になった。

2003年（平成15年）、国立大学の法人化（大学改革）と併せ、55の国立高専の設置・運営を目的とする独立行政法人国立高等専門学校機構を設立するため、独立行政法人国立高等専門学校機構法を第166回国会に上程し、与党の賛成多数により成立し、7月16日公布された。
その後、2006年（平成18年）4月には、15歳人口の減少等に対応するため、東京都立の2高専（都立工業、都立航空）が、総定員を減らした上で2キャンパス制の都立産技高専として再編統合された。同様に2009年（平成21年）10月には、宮城・富山・香川・熊本の各県に設置されていた国立8高専（「宮城・仙台電波」、「富山・富山商船」、「高松・詫間電波」、「八代・熊本電波」）が、やはり学科数・定員を減らした上で1県1校2キャンパスの4高専（仙台、富山、香川、熊本）に再編統合された。統合後の各高専は、それぞれ東北地区、東海北陸地区、四国地区、九州・沖縄地区の拠点校と位置づけられた。さらに2011年（平成23年）4月には、大阪府立高専でも大阪府立大学への運営移管に併せて総定員が削減されるなど、少子化による若年人口の減少傾向に合わせたスリム化の動きがみられる。

### 現況
15歳人口の減少、理科離れの進行、4年制大学をはじめとした高等教育機関への進学者の増加などの影響により、高等専門学校をめぐる環境は大きく変化している。受験時の志願倍率は、創設直後の高倍率を経て1970年代（昭和45年-昭和54年）以降漸減を続け、21世紀に入ってからは2005年度（平成17年度）に初めて全高専の平均で2倍を切り（1.9倍）、2008年度（平成20年度）には1.78倍と過去最低（ただし2009(平成21)年度のデータは不詳）となった。学校によっては、定員割れによって2次募集を行うところも現れている。中央教育審議会の答申「高等専門学校教育の充実について」（2008(平成20)年12月24日）では、志願倍率の低下によって「（入学生の）学力の幅にも広がりが出てきつつある」と指摘した。
一方、国立高等専門学校機構・今後の高専の在り方検討小委員会「今後の国立高専の整備について（中間まとめ）」（2006(平成18)年6月29日）によると、2005年（平成17年）春の工学系新規採用技術者約7万名に占める高専出身者の割合は、約12%（専攻科修了生約700名と編入後大学・大学院を卒業・修了した者約3000名を含む）と推計され、前述の中教審答申においても「卒業生の高い就職率・求人倍率に見られるように、社会から高く評価」されていると記されている。公教育全体から見ればマイナーな教育機関であるため、社会一般の認知度は低いものの、大学などの工学系の専門教育の場や卒業生を受け入れている産業界では、現状においても一定の評価を受けているものと見られる。
2025年4月から、4年、5年生で扶養する子供が3名の家庭は授業料無償化される。

## 入学試験

### 入学
- 受験資格としては、学校教育法第118条より、同法第57条に規定する高等学校受験資格を有する者（義務教育の課程を修了している者）としている。具体的には中学校（または、これに準ずる学校）を卒業または卒業見込みの者、中等教育学校の前期課程を修了または修了見込みの者、義務教育学校を卒業または卒業見込みの者などである。
- 学力試験は、国立高専の場合、同一日に同一の問題で行われる。公立高専のうち、大阪府立（現大阪公立）と神戸市立は国立高専と同一の問題である。
- 高専には複数の学科やコースがあり、入学願書の出願時に志望学科の順位を記し、学力検査や内申・面接の成績と志望順位に従って、入学する学科を決めるところもある。
- 各高専とも推薦入試枠が設けられており、おおむね定員の20% - 50%となっている。推薦入試の不合格者は、学力選抜を受験することができる。私立高専においては、特待生入試（サレジオ）やAO入試（近大高専）、外国人や帰国生を対象としたグローバル入試や帰国生入試（共に国際高専）を実施しているところもある。また、学力選抜の得点や内申点に対して、5教科または理数系に重み付けをする場合がある（国立の各高専、東京都立など）[32]。
- 国立高専に合格し入学を希望する者に対しては、各地域の公立高校入試日に招集がかけられ、公立高校を受験できない場合がある[注釈 23]。また、公立高専合格者は公立高校を受験することができない（いずれも併願は可能）。なお、公立高専の受験資格には住所要件があり、従来は設置する地方自治体の居住者に限られていたが、都立産業技術高専については設置者が公立大学法人首都大学東京（現：東京都公立大学法人）に移管されたことに伴い、2009年度（平成21年度）入試から東京都外居住者の受験を認めている。

### 編入学
後期中等教育を修了した者または修了見込みの者や留学生を対象に、4年次または3年次への編入学制度が設けられている。編入学定員は各高専の裁量に委ねられているが、若干名とする場合がある。編入学試験は各高専の独自作成問題による。

## 高専教育

### 教育課程
学校教育法において、高専本科の修業年限（卒業までに教育を受ける期間）は5年（商船に関する学科は5年6か月）とされる。卒業すると準学士と称することができる。
また、本科の中途退学者を含む3年次を修了した者は、高等学校を卒業した者と同等に扱われる。
一般教育とともに、学科ごとに専門教育が行われている。学校教育法では、大学が「学術の中心として、広く知識を授けるとともに、深く専門の学芸を教授研究し、知的、道徳的及び応用的能力を展開させること」を目的とする一方、高専は「深く専門の学芸を教授し、職業に必要な能力を育成すること」が目的とされ、「研究」は含まれていない。高専は、職業教育に特化している点が大学と最も異なるところである。
専門科目は、学年が上がるにつれて時間数が増える「くさび形」に傾斜配分され、大学工学部に相当ないしは準じた教育内容であると国立高等専門学校協会などは標榜してきた。さらに、実験・実習やゼミ輪講・卒業研究など、実践的な教育の重視にも大きな特徴がある。
高等専門学校設置基準では、卒業認定に要する単位数は、商船学科を除き167単位以上（一般科目75単位以上、専門科目82単位以上）、商船学科は練習船実習を除き147単位以上（一般科目75単位以上、専門科目62単位以上）となっている。単位の計算方法は、30単位時間（1単位時間は標準50分）の履修をもって1単位とする（高校と同様の）従来の方式のほか、1991年（平成3年）からは大学に準じる45時間の学修（授業時間は15～45時間）を1単位とする方式を60単位を上限として導入できることになり、実験系科目の充実や新たな科目の開設等、高専各校の裁量にもとづくカリキュラム編成の幅が広がった。一般科目の総時間数は、高校＋短大の教育課程と比して若干少ない。規定の単位の積み上げによって修了を認められる大学や単位制高校とは異なり、学年制をとっていることから、原級留置となれば、取得した単位であっても再履修を課される場合がある。
なお、高専制度が創設された当時の設置基準（1961(昭和36)年8月30日文部省令第23号）では、（卒業要件にかかわる規定の記載はなく）総授業時間数187単位（一般科目83単位、専門科目104単位）を最低基準とし、事実上190単位以上の履修を課しており、高校・大学と比して過密なカリキュラムであった。以後、卒業要件となる単位数は徐々に減らされ、さらに、インターンシップ（工場実習など）の単位化、英検や各種資格に応じた単位認定、学修単位の導入などにより、実質的な授業時間数は創設時よりも2割ほど減少した。卒業要件となる単位数が現行の167単位以上（工業系学科）となったのは、国立高専協会が1987年（昭和62年）6月、文部省（現：文部科学省）などに「学生にゆとりを持たせ、個性を伸ばせる教育（ゆとり教育）が行えるようにする」よう、事実上、単位数の削減を求める要望書を提出したことなどにより、設置基準の改訂がなされたという経緯によるものである。
また、商船学科では、学校所属の練習船での実習の他、日本丸や海王丸等の独立行政法人海技教育機構の練習船による1年間の航海実習が必修になっている。
中央教育審議会の大学分科会・高等専門学校特別委員会で配布された「工業高等専門学校の現状と課題」（2007(平成19)年4月13日）では、在籍学生1000人当たり、毎年の原級留置（留年）は35～47人（4～5％）、休学は4～8人（0.4～0.8％）、中退学（進路変更）は9～13人（0.9～1.3％）、入学生の5年卒業率は82％としている。

#### テキスト
低学年次の文科系一般科目では、高等学校用の検定教科書が使用されることもある。他の一般科目や専門科目では、専門書や大学生向けのテキスト、教員作成の資料等により、おおむね大学の学部レベルの講義が行われているとされる。
また、数学・物理・化学などの理科系一般科目においては、高等学校＋大学一般教養に相当する内容を、おおむね3年次（一部は4年次）までに履修することから、高専用に特化した教科書も使われている。同様に、低学年用の専門科目にも、高専向けの教科書があり、これを使用する教員もいる。
なお、高等専門学校は5年間を通して高等教育機関に位置付けられているため、後期中等教育を受ける高校生と同じ学齢の1～3年次の学生であっても文部科学省検定済教科書の使用は義務づけられず、学習指導要領にも拘束されない。

#### 資格取得
学校によっては、公的資格の取得を奨励し、資格によっては単位認定しているところもある。また、公的資格を所管する官庁から認定を受けている学科では、所定科目の単位を取得することにより、資格を取得することができる（試験の科目免除や実務年数要件の緩和も含む）。
在籍学科に応じて取得可能な資格には、危険物取扱者、情報処理技術者、無線従事者、電気主任技術者、電気工事士、海技士などがある。なお、高専卒業を資格要件とする教員免許はない。

### 教員
学校長以下、学生を教授するための教授・准教授・助教の教員を置かなければならず、講師・技術職員を置くことができる。また、他大学の教員や企業出身の技術者ほかが非常勤講師として講義を担当することもある。高専の教員が、他大学ほかで非常勤講師として講義を行っている場合もある。
専門学科の教員は、自ら教育研究活動を行うとともに、5年次の卒業研究および専攻科の学生に対して研究指導を行う。高等専門学校設置基準等により、博士・修士の学位、ないしはこれに相当する教育・研究・技術に関する実績などが教員の資格となっている。
草創期の高専教員は、大学教員出身、企業出身、高校教員出身がおおむね3分の1ずつを占めていた。とりわけ企業出身の技術者や研究者を教員として迎え入れたのが、高専ならではの特徴となった。その後、徐々に高専が正規職の最初の任用先となる教員が増え、その教員が准教授、教授などに昇任するにつれて、外部出身の教員の割合は減少している。

高等専門学校の教員は、他の高等教育機関と同様に教員免許を基本的に必要としない。
一方、近年の各高等専門学校の教員募集要項によれば、専門学科の教員については、多くの場合、大学と同様に博士の学位の取得（見込含む）が要件とされている。

### 学生寮
国立高専・私立高専全校には、教育寮として学生寮（設置基準では「寄宿舎」と呼称）が設置されている。かつては低学年次の学生を対象に全寮制をとる国立高専もあったが、1990年代（平成2年-平成11年）以降、これらの高専でも自宅通学を認める方向となっている。国立の高知高専は、1年次は申請を提出すれば全員が学生寮（切正寮と呼称）に入寮する事が認められている。私立の国際高専は1、2年次が、神山まるごと高専は全学年で全寮制を取っている。女子寮は1984年（昭和59年）時点で、国立高専では8校のみに設置されていたが、1991年（平成3年）には17校に増加している。その後、他の高専でも、女子学生の増加に対応して女子寮の新設が続いた。公立高専では、いずれの学校も学生寮を設置していない。

## 卒業後の進路

### 就職
求人倍率と就職（内定）率の高さが特徴である。各高専によって若干異なるが、基本的に理工系大学生と同じように、学校が学生と話し合って受験企業を一社に絞って受けさせる「一人一社制」によって就職活動を行う場合が多いが、文科系大学生と同じように、企業が高専卒採用枠を設けてインターネットなどで採用情報を公開し、全国の高専生を対象とした選考をすることもある。また大学卒と同一の採用枠・試験枠となる場合や、企業によっては現役生として考えると同じ年齢である、短大・専門学校卒業対象となることもある。
なお大学進学率が急増する中で、技術者供給源としての高専の価値は相対的に低下しているが、そのことで就職試験を受ける機会が減っているということはない。
工業高専卒業者は、基礎学力から大学工学部レベルの工業技術を学び、若年次から実践的な専門教育を受けているため、産業界からは即戦力として高い評価をうけている。また大学工学部卒業者よりも2歳若い。このことは、採用する側・される側の双方にとって大きな利点とされている。
2013年度（平成25年度）の本科の全卒業者：10,307名の内、就職した者は5,934名（57.6%）で、有効求人倍率は、本科：16.9倍、専攻科：39.1倍となっている。
就職先は、上場クラスの企業である場合も多いが、地方の高専では地場志向も見られる。また、有名大学卒業者の確保が難しい中小企業やベンチャー企業からも、高専卒業者に対する引き合いは強い。配属先は、メーカーであれば製造技術や生産技術、試作や評価検証、量産設計など、特に実践的な技術者を必要とする職場が多い。商社に就職して技術営業やFAEとして働く人もおり、進路の多様性は大学工学部等と変わるところはない。
なお、最近の上場クラスのメーカーではものづくりに関する機能を分社化している場合も多く、そのような企業に就職する場合はその分社（子会社）側の採用となる場合が多いようである。

### 進学

#### 大学編入学、または高専専攻科への進学
就職のほか、高専を卒業（5年間の課程を修了）すると技術科学大学をはじめとする大学（学部）の3年次に編入学することができ、高専に設けられた専攻科への進学と合わせて進学の幅も増えている。
さらに、学部や専攻科を卒業後、大学院修士課程（または博士前期課程）へ進学する者も多い。なお文系学部へのセンター入試は高専のシステムの関係上難しいという見方も少なからずあり、大学に進学する場合でもほとんどの場合編入学で進学する。
この影響で、学校によっては本科の卒業生に占める就職者の比率が20%を割り込む例も見られる。この現状については、高専の設置目的と照らし合わせて揶揄される場合もある。しかし研究機関や企業の研究職・開発設計職を目指す場合は、大学院修了が要件とされている場合も多く、そのような職に就きたいと考える学生が大学に編入学し、大学院を目指すのは必然であるともいえる。
2013年度（平成25年度）の本科の全卒業者：10,307名の内、進学した者は4,044名（39.2%）であり、その内訳は、大学へ編入学した者：2,436名（23.6%）、専攻科に進んだ者：1,603名（15.6%）、大学に入学した者：5名（0.0%）となっている。
理工系の学部を有するほとんどの国公立大学で、定員を設けて高専からの編入学を実施しており、高専卒業生の受け入れを目的の一つとして創設された国立大学（国立大学法人）である豊橋技術科学大学や長岡技術科学大学をはじめ、その他の国公立大学工学部に編入学する場合が多い。また近年、少子化などによる学生不足から、理工系に限らず編入学定員を設ける私立大学も増えており、短大卒者と同様に文系の学部へ編入学するケースも見られる。また、医学部への編入学は学士編入学に限られていたが、東海大学医学部では2005年度（平成17年度）から一般編入学（2年次）に転換され、高専からの医学部編入学に道が開かれることになった。また薬学部も北海道医療大学（2008(平成20)年度）などで編入学を実施するなど、工学系の高等専門学校生にも門戸が開かれるようになってきた。
工学系の学部で高専に同様の専攻がある場合は、高専卒業見込者を対象に推薦編入学制度を持つ大学も多く（最大のケースで編入学定員の50%）、一説に、通常の高校 → 大学（一般受験）コースよりも高専 → 編入学コースの方が国公立大学に入りやすいと言われる所以にもなっている。
推薦編入学の場合は、成績が上位であって（概ね1クラス上位の10〜20%）学校長推薦を受けられる事が必要条件で、調査書及び志望論文の選考と面接試験（口頭試問）によって合否判定される（不合格の場合は筆記による編入学試験も受験可能である）。学校長推薦を受けるためには、特に3・4学年の成績が重要である。なお長岡技術科学大学と豊橋技術科学大学は、書類審査のみで推薦編入学の合否判定を行う。
また筆記による編入学試験では、選考日程さえ重ならなければ、同年度中に複数の国公立大学を受験することができる。

#### 大学等1年次への入学
以上のほか、高専の第3学年を修了した者には高校卒相当の資格が生じ、大学等を受験することができる。文系や芸術系へ進路変更する場合など、第3学年または第4学年を修了したあとに退学、あるいは卒業後に大学等の1年次から学ぶ者もいる。ただし、高専の設置目的やカリキュラムの関係上大学受験などは全く考慮されないため、高専在学者としての受験は高等学校在学者よりも困難を要する。特に普通科の文系に比して、高専では第3学年までの人文社会系科目の受講単位数が少ないため、文転する場合のハードルは高い。また、卒業を迎えずに退学した場合は学歴上「中退」となり、大学等への入学は高専側からすれば進学ではなく「転学」となることに注意を要する。なお、卒業後に入学した場合は「進学」となるが、この場合も法律上第3学年修了者としての入学となる（こちらも参照）。

## 独立行政法人化
国立大学の法人化（国立大学法人への改組）に伴い、国立の高等専門学校の設置者も同様に、すべての国立の高等専門学校の設置に関しては、国の直接設置から「独立行政法人国立高等専門学校機構」に変更された。これにより、国が直接設置する学校ではなくなったが、国立高等専門学校機構もまた国が設けたものであるため、学校教育法の第2条により国立高等専門学校機構が設置する学校も国立学校とされている。
独立行政法人化したことにより、文部科学大臣が定めた中期目標を達成するための中期計画（5年）、年度計画（1年）の、機構による作成・実行が義務付けられた。達成度によっては国からの予算（運営費交付金）が減らされることもあり得るため、51の各国立高等専門学校は、中期計画に沿うように、学生サービスの向上、事務の効率化などの努力をしている。また、地域の企業と連携して技術研究や商品開発などを行い、収益を上げることで予算減を穴埋めしようとする学校もある。
国立高等専門学校機構の中期計画の主な内容は、次のとおりである。
1. 中学生が高等専門学校の学習内容を体験できるような入学説明会、体験入学、オープンキャンパス等の充実を支援する。
2. 入学者の学力水準の維持に努めるとともに、入学志願者の減少率を18歳人口の減少率よりも低い5%程度に抑え、中期目標の最終年度においても全体として18,500人以上の入学志願者を維持する。
3. 公私立高等専門学校と協力して、スポーツなどの全国的な競技会やロボットコンテストなどの全国的なコンテストを実施する。
4. 図書館の充実や寄宿舎の改修などの計画的な整備を図る。
5. 教員の研究分野や共同研究・受託研究の成果などの情報を印刷物、データベース、ウェブサイトなど多様な媒体を用いて企業や地域社会に分かりやすく伝えられるよう各学校の広報体制を充実する。

また、公立高専においても法人化が図られつつあり、東京都立産業技術高等専門学校は、2008年（平成20年）4月から公立大学法人首都大学東京に運営が移管され、大学院大学である産業技術大学院大学（専門職大学院）も含め、9年一貫のものづくり教育を視野に入れた一体運営が行われる。また大阪府立高専も、2011年（平成23年）4月に公立大学法人大阪府立大学に移管、さらに同法人が2019年（平成31年）4月に公立大学法人大阪へ統合され、2022年（令和4年）4月に大阪公立大学工業高等専門学校と改称された。

## 外部評価
- 国立高専の場合、独立行政法人大学改革支援・学位授与機構による評価を定期的に受けて教育機関としての認証を受けている。なお、評価には学科数によって異なるが費用として概ね300万円前後必要である。

- 「東京工業高等専門学校、企業による専攻科修了者の評価ならびに専攻科教育への要望―専攻科修了生に係る企業アンケートの結果報告」によると企業の工業高等専門学校専攻科修了者の評価は大学卒業者よりも極めて高いと言える。また、企業の評価および教育への要望では工業高等専門学校専攻科修了者の大学院修士課程への進学を推奨している点もあげられる。[48][49]

### 日本技術者教育認定機構(JABEE)認定
全国高専の独立行政法人化に伴い、2003年頃より「日本技術者教育認定機構(JABEE)」の認定を受けるため教育改革が行われている。JABEEとは高等教育機関の卒業生が一定の教育を受けていることを保証する外部の第三者機関による外部認証のひとつである。
この教育改革により以下の点が改善されているが、その一方で幾分かの点が教員ならびに学生間で問題となっており、JABEE導入に関しては議論の余地がある。

#### 改善点
- 成績評価に対する説明責任が問われることによって、評価の公平が保証された。
- 成績記録が義務化された。(試験やレポート等において、上位・中位・下位の答案や提出物をコピーして保存することが義務づけられた)

なお、JABEEが適用される学年は本科4年生から専攻科2年までであるが、単位認定に関してはJABEEが適用されない学年を含めた全ての学年において「JABEE基準」(6割以上の点数の取得)に準ずる。JABEEは一部の国立大学工学部で徐々に導入される傾向にあり、国立高専もそれに準じる形で導入を進めている。

#### 課題
- 教授会による合議制で政策が決定される大学と異なり、トップダウン的要素、すなわち校長の権限が強いという高専の特性上、不十分な議論のまま半ば強引に導入された。
- JABEEでは成績記録を長期にわたり保管することが要求される。それにより、紙やコピーにかかる経費が嵩んだり、保管のための書庫の整備が必要であったり等、コストの増大につながる
- 認定が学科単位であり、多額の費用や時間が必要となる。
- JABEEでの単位認定における最低得点が60点と高い点数に定められているため、試験レベルや学習レベルの低下(難しいことを教えられない)、また教育内容の画一化がすすみ、自由を主体としていたかつての高専の特色が失われつつある。

## 学生生活

### クラブ活動

#### 運動部
高校や大学に準じるクラブ活動を行なっていて、国公立の場合は全て全国高等専門学校連合会に所属しており、各競技の専門部により年1回に全運動部の競技種目を対象に全国高等専門学校体育大会（高専大会）が実施されている。
ただし、競技種目や学校によっては、高専大会にも参加する一方で、任意で高校の連盟である全国高等学校体育連盟（高体連）や日本高等学校野球連盟（高野連）、大学の連盟である各学連、さらには各社会人連盟などに参加している場合もある。なお高校生・大学生（短大を含む）向けの大会・連盟登録にはそれぞれで対象になっている年齢・条件の者しか参加できない。

#### 吹奏楽部
吹奏楽の場合、コンクールでは大学の部に入る。これは、高専の4・5年生は短期大学の学齢に相当するためである。様々な組織の行事にも大学が加盟する組織で活動・出場するのが一般的である。過去には全日本吹奏楽コンクールに出場した高専もある（詫間電波工業高等専門学校吹奏楽部など他多数）。

### ロボコン
ロボットコンテストに参加する部活。多くの場合、NHK主催のアイデア対決・全国高等専門学校ロボットコンテスト優勝を目指している。これに参加するために入学する者も多く、その性質から電気・電子・機械系の独擅場である。名目として全学的に取り組んでいる場合が多い。高専在学中にロボコン参加した者が、卒業後に教員またはOBとして指導している場合もあり、近年はより高度な戦いとなっている。
これらの大会によって、マイナーな学校種であった高等専門学校が広く認知されるようになった。
近年では、ゲストとして有名タレントやアイドルを呼ぶなど、別分野に向けても知名度を上げている。

### プロコン
全国高等専門学校連合会の主催で「全国高等専門学校プログラミングコンテスト」が毎年行われる。ロボコンほどメジャーではないが、学校によっては全学的に取り組んでいるところもある。主に情報系の学生が多いが、近年は他学科でも情報化が進んでいることもあり、他学科からの参加も少なからずある。

### デザコン
全国高等専門学校連合会の主催で「全国高等専門学校デザインコンペティション」が毎年行われる。ロボコン、プロコンに続く第三の競技。建築物、空間、道具、橋などのデザインを発表するため、その性質から建築系の学生が多い。平成25年から併催されていた「3次元デジタル設計造形コンテスト」を「AMデザイン部門」として取り入れ、立体物のデザインによる競技性が多様化した。

### いじめ問題
高等学校・大学等の他の教育機関と同様に、いじめも起こっており、これを原因に自殺に至る事案もある。
しかし、高等専門学校は大学等の他の高等教育機関と同じく、いじめ防止対策推進法の対象外で、いじめの防止は努力義務に過ぎない。
国会の文教科学委員会おいて、高専の進級制度や教員の学生指導に対する経験不足等が質疑された。